# Landdag van Vorarlberg
De Landdag van Vorarlberg (Duits: Vorarlberger Landtag) is het parlement van de Oostenrijkse deelstaat Vorarlberg. In de tweede helft van de negentiende eeuw ontstond de Landdag van Vorarlberg; in haar huidige vorm dateert zij van 1920.
De Landdag telt 36 afgevaardigden die om de vijf jaar worden gekozen. Als parlement heeft ze wetgevende macht en kiest zowel de regering van de deelstaat als de gouverneur (Landeshauptmann). Ook kiezen de afgevaardigden uit hun midden een voorzitter. Sinds 1945 is de christendemocratische ÖVP steevast de grootste partij in de Landdag van Vorarlberg geweest. 

## Samenstelling (2024–2029)
De recentste Landdagverkiezingen vonden op 13 oktober 2024 plaats. De ÖVP vormde nadien een regeringscoalitie met de rechtse FPÖ.
| Partij | Partij | Partij                                                           | %     | Zetels | Verschil |
| ------ | ------ | ---------------------------------------------------------------- | ----- | ------ | -------- |
|        |        | Österreichische Volkspartei (ÖVP) Vorarlberger Volkspartei (VVP) | 38,3% | 15     | 2        |
|        |        | Freiheitliche Partei Österreichs (FPÖ)                           | 28,0% | 11     | 6        |
|        |        | Die Grünen - Die Grüne Alternative (GRÜNE)                       | 12,4% | 4      | 3        |
|        |        | Sozialdemokratische Partei Österreichs (SPÖ)                     | 9,1%  | 3      | 1        |
|        |        | Das Neue Österreich (NEOS)                                       | 8,9%  | 3      | 0        |
|        |        | Overige partijen                                                 | 3,3%  | 0      | 0        |
| Totaal | Totaal |                                                                  | 100%  | 36     |          |

## Parlementsgebouw
De Landdag van Vorarlberg zetelt zetelt sinds 1981 in het Landhaus in de hoofdstad van de deelstaat, Bregenz. De bouw begon aan het einde van de jaren 70 en was voltooid in 1981. Voorheen was de Landdag gevestigd in een gebouw aan de Jahnstrasse.

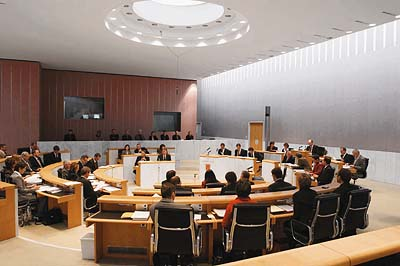
Parlementszaal
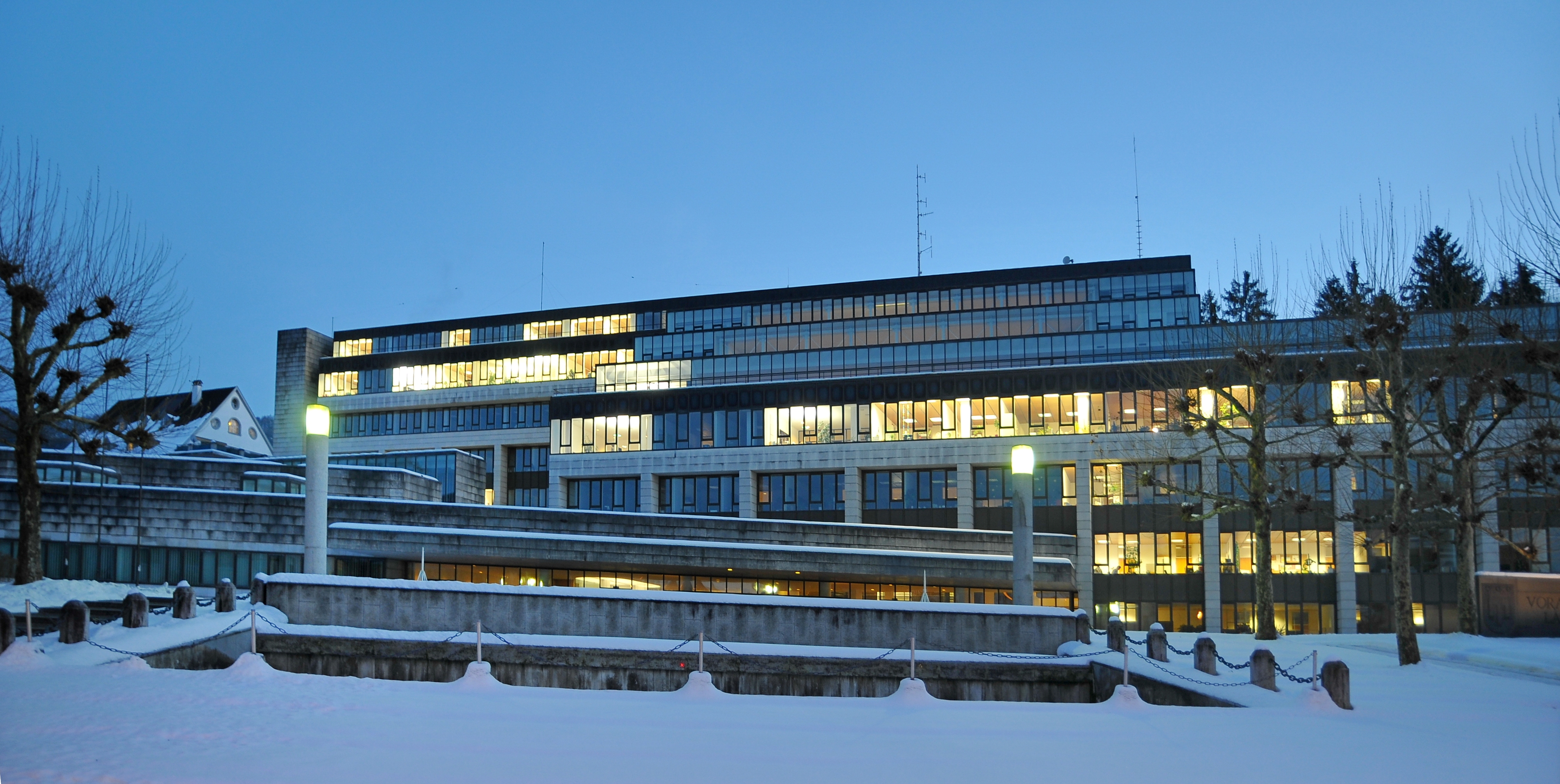
Aanzicht van het Landhaus in de winter
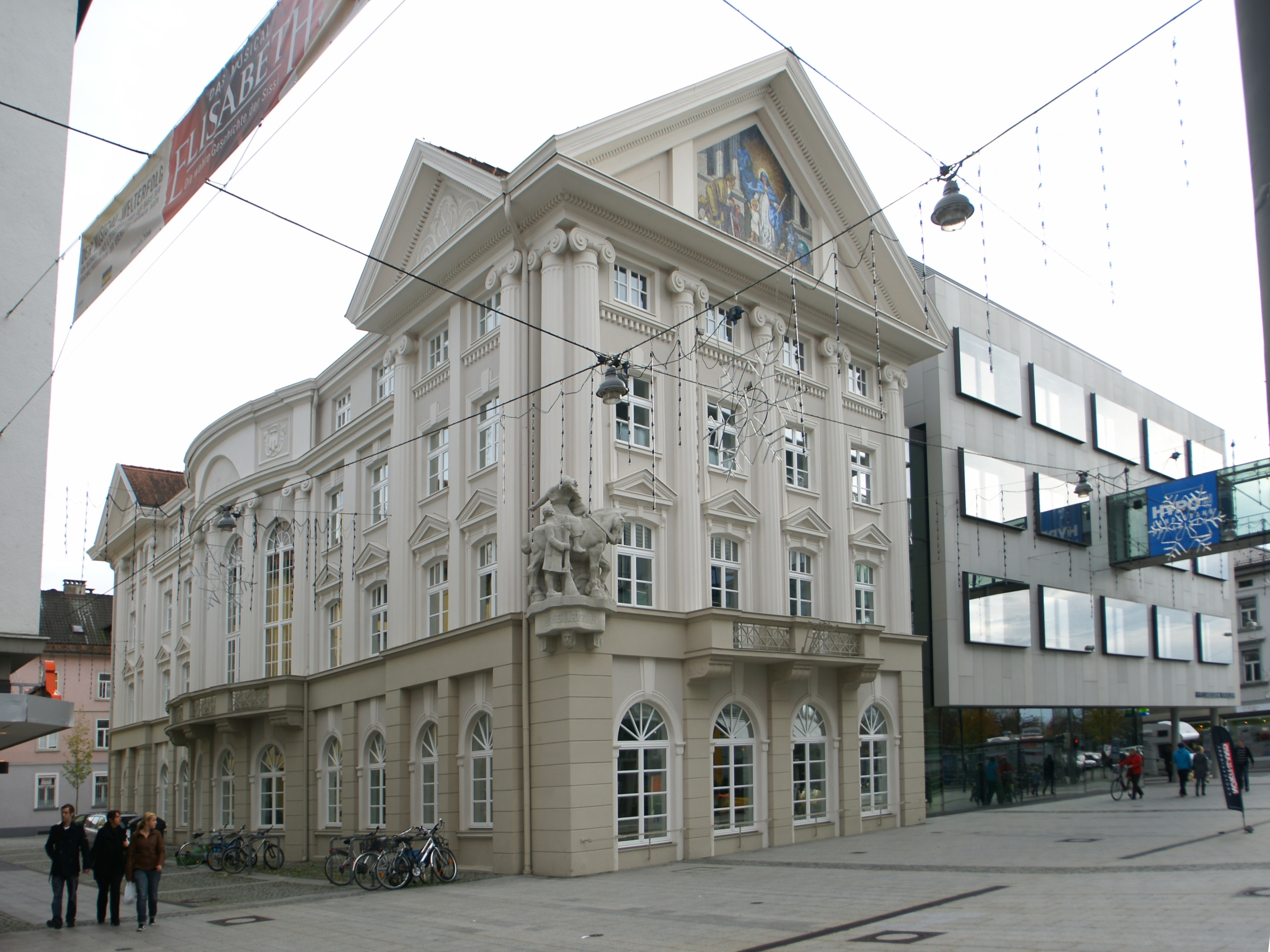
Het oude Landhaus was gevestigd aan de Jahnstrasse